# Glasvezelversterkte kunststof

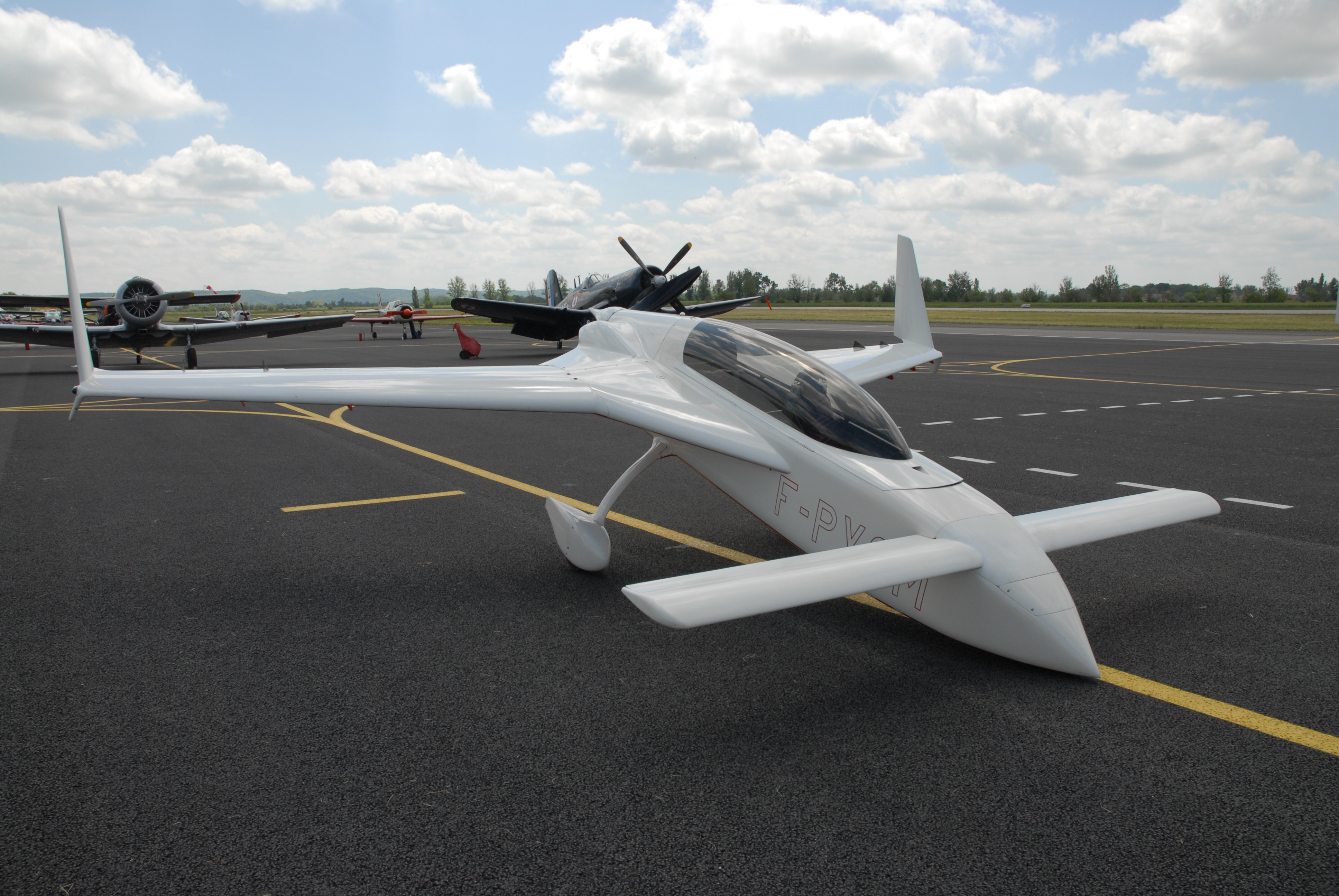
Vliegtuigje gebouwd met glasvezelversterkte kunststof

Glasvezelversterkte kunststof (GVK) is een composietmateriaal dat relatief sterk is en bestand tegen veel chemicaliën.
GVK wordt gebruikt in verschillende toepassingen: botenbouw, lichtgewicht vliegtuigen, sportauto's maar ook voor (riool)buizen. Het materiaal bestaat doorgaans uit glasvezels die in een polyesterhars opgesloten zijn.

## Buizen
De basis van kunststofbuizen uit GVK bestaat uit reactiehars, glasvezels en zuiver vormvast kwartszand. Daardoor is de buiswand resistent tegen agressieve omgevingsfactoren zoals zwavelzuur. De vezels komen in principe niet in aanraking met de vloeistof die door de buis stroomt of stoffen aan de buitenkant van de buis. Het geringe gewicht van de buis is een voordeel bij inbouw. Het materiaal gaat lang mee en is niet onderhoudsgevoelig.